# Croix ancrée

Une croix ancrée

La croix ancrée est une forme de croix héraldique.

## Histoire
La croix ancrée est associée à saint Benoît de Nursie, elle est utilisée par l'Ordre de Saint-Benoît à sa création[réf. nécessaire].

## Exemples
La croix ancrée est utilisée par divers armigères :

Maison d'Aubusson et d'autres
Maison de Broglie
Commune de Bécherel (Ille-et-Vilaine)
Harpin le Dur (armoiries fictive)
Université de Nottingham
Famille Molyneux ( Armes parlantes en anglais (la croix ancrée se nomme moline cross).
)